# Парламентские выборы в Исландии (1908)
Парламентские выборы прошли в Исландии 10 сентября 1908 года, одновременно с референдумом о запрете алкоголя.

## Предыстория
Альтинг был распущен королём Фредериком VIII в начале весны, чтобы избрать новый парламент, который должен был проголосовать за законопроект о положении Исландии в датском королевстве. Избирательная кампания была одной из самых ожесточённых в политической истории Исландии из-за противоречивого характера проекта. Оппозицию возглавлял Скули Тороддсен, член Партии независимости.

## Избирательная система
36 членов альтинга избирались по одномандатным и двухмандатным округам. Выборы стали первыми после изменения избирательной системы в 1904 году, а также впервые проводились с использованием тайного голосования. Помимо этого, был снижен налоговый ценз для голосования, что увеличило долю людей, имеющих право голоса, примерно до 14 % населения, с 7 786 в 1903 году до 11 726.

## Результаты
Кандидаты, выступавшие против законопроекта, получили подавляющее большинство голосов, а явка избирателей составила 72,4 %, что почти на 20 % больше, чем на выборах 1903 года. В результате, в 1909 году закон был отвергнут, что привело к отставке министра по делам Исландии Ханнеса Хафстейна.